# Hồ Hòa Bình

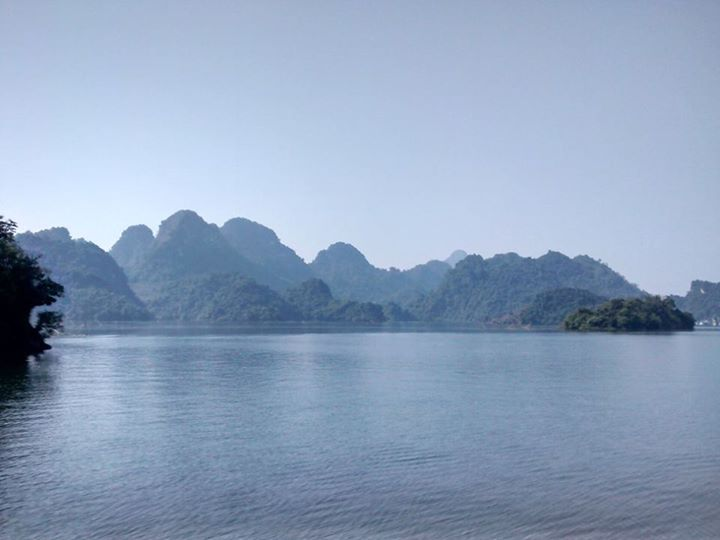
Một góc hồ thủy điện Hòa Bình

Hồ Hòa Bình hay hồ thủy điện Hòa Bình là công trình chứa nước cung cấp cho nhà máy thủy điện Hòa Bình. Dự trữ nước vào mùa khô.
Đây là hồ chứa nước nhân tạo lớn nhất Việt Nam, nằm trên sông Đà, có chiều dài 230 km từ Phú Thọ đi Sơn La. Đập chính của hồ nằm tại phường Hòa Bình, tỉnh Phú Thọ. Dung tích của hồ vào khoảng 9,45 tỷ mét khối. Hồ có tất cả 12 cửa xả đáy. Nếu mở tất cả 12 cửa xả đáy sẽ phải di dân toàn bộ phường Hòa Bình và vùng hạ du